# Northrop BT-1
Northrop BT-1 – amerykański dwumiejscowy pokładowy bombowiec nurkujący, jednosilnikowy dolnopłat, którego projekt ukończono w 1934 roku w zakładach Northrop Corporation.
Pierwszy całkowicie metalowy samolot który został przyjęty do służby w US Navy. W latach 1938–1941 53 maszyny tego typu służyły w ramach eskadr VB-5 i VB-6 lotniskowców USS „Yorktown” (CV-5) oraz USS „Enterprise” (CV-6). Z uwagi jednak na trudność w pilotażu przy niskich prędkościach i wynikającą stąd dużą liczbę katastrof, jeszcze przed wybuchem wojny na Pacyfiku zostały wycofane ze służby liniowej i skierowane do jednostek szkolnych. W służbie operacyjnej na pokładach okrętów zastąpione zostały przez opracowane na ich podstawie maszyny Douglas SBD Dauntless, które odegrały decydującą rolę w najważniejszych bitwach powietrzno-morskich lat 1942–1943.

## Konstrukcja
Northrop BT-1 został zaprojektowany w 1934 roku przez Eda Heinemanna w zakładach Northropa, w odpowiedzi na przedstawione przez amerykańską marynarkę wojenną wymagania wobec samolotu mającego zastąpić maszyny Martin BM-1 oraz Great Lakes BG-1. W wynikłym stąd konkursie wzięło udział pięć innych konstrukcji: Curtiss XSBC-3, Great Lakes XB2G-1, Grumman XSBF-1, Brewster XSBA-1 oraz Vought XSB2U-1.
Projekt BT-1 bazował przeznaczonej do operowania z lądu konstrukcji Douglas A-17, używał też tego samego silnika P&W R-1535, wprowadził jednak częściowo chowane podwozie. Standardowe dla maszyn tego czasu uzbrojenie składało się ze strzelającego do przodu karabinu 12,7 mm z 230 pociskami oraz strzelającego do tyłu karabinu 7,62 mm na grzbiecie samolotu, obsługiwanego przez tylnego strzelca. Zgodne z przeznaczeniem samolotu uzbrojenie bombowe stanowiła jedna bomba o wagomiarze 1000 funtów (454 kg) pod kadłubem oraz 100-funtowa (45 kg) bomba pod każdym ze skrzydeł. Kompaktowa forma konstrukcji oraz rozpiętość skrzydeł wynosząca 12,65 metra dostosowana była do rozmiarów hangarów i wind amerykańskich lotniskowców. Celem uniknięcia efektów słabości konstrukcji skrzydeł podczas lotu nurkowego te ostatnie nie były składane. Krótkie skrzydła wpływały jednak na charakterystyki latania, szczególnie przy małych prędkościach.

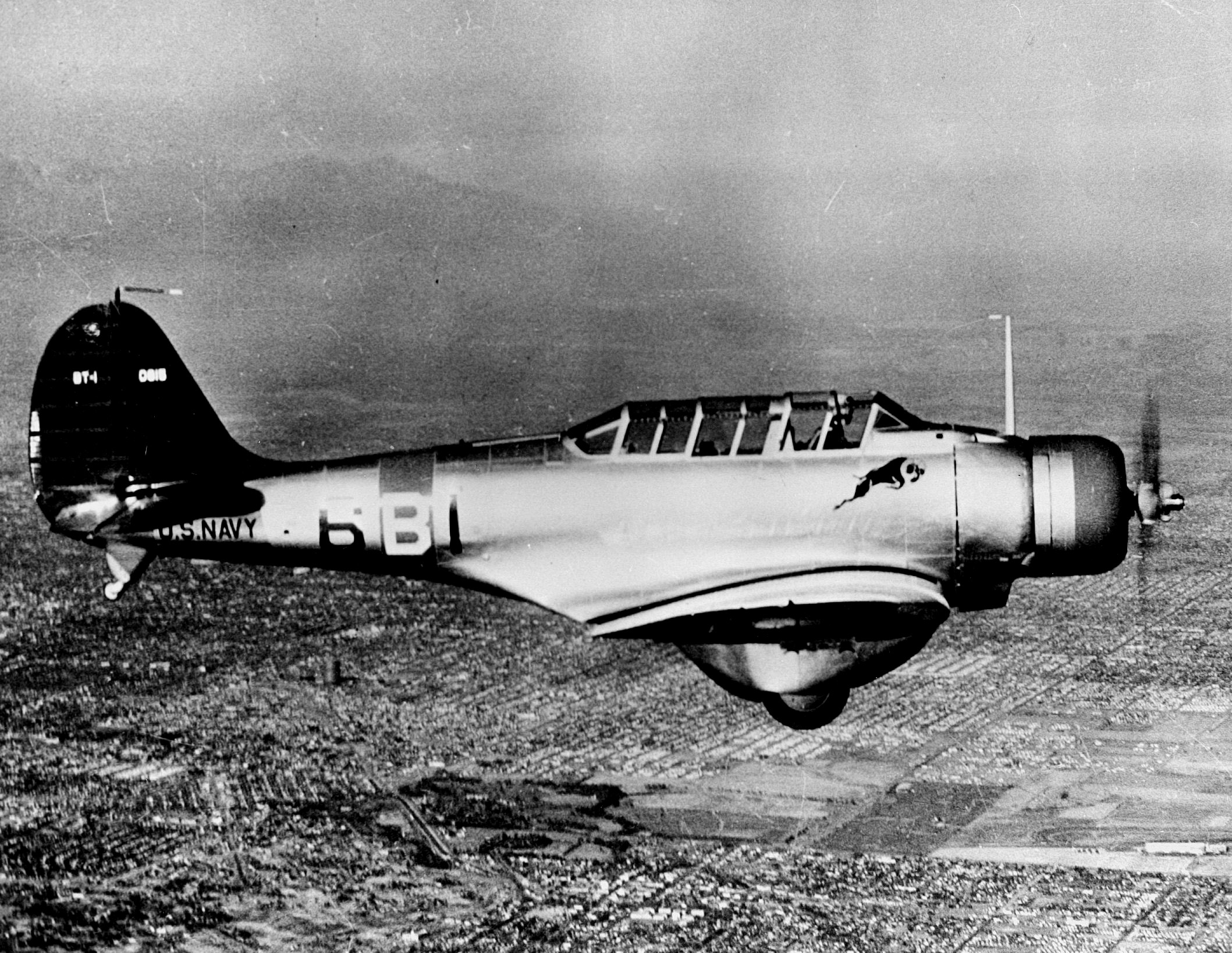
BuNo 0815 eskadry VB-6

Prototyp maszyny został zamówiony 12 listopada 1934 roku, a 19 sierpnia 1935 roku XBT-1 o numerze BuNo 9745 odbył swój pierwszy lot. Maszyna napędzana była silnikiem R-1535-64 Twin Wasp Junior o mocy 700 koni mechanicznych przy starcie. Po uzyskaniu satysfakcjonujących rezultatów pierwszych testów 18 listopada 1935 roku marynarka złożyła zamówienie na pierwszą partie maszyn w liczbie 54 sztuk. Do zamówionej konstrukcji samolotów o numerach BuNo 0590 do 0643 wprowadzono jednak zmiany w postaci zastosowania silnika Pratt & Whitney R-1535-94, o mocy 825 KM, z nieco mniejszym zapasem paliwa oraz dodatkowym wyposażeniem, które zwiększyło wagę samolotu o 400 funtów do 4606 funtów (2901 kg). Zamówione maszyny produkowane były w zakładach w Kalifornii i dostarczane były marynarce sukcesywnie, do października 1938 roku, kiedy liczbą maszyn tego typu w inwentarzu US Navy sięgnęła 52 sztuk. Produkcja samolotu rosła miesięcznie okresu kwiecień–czerwiec 1938, kiedy Northrop dostarczył odpowiednio 11, 11 i 15 maszyn, po czym w okresie lipiec–październik, dostarczono ostatnie 11 zamówionych egzemplarzy.
Z zamówionych 54 maszyn dostarczono marynarce jedynie 52 sztuki, gdyż jeden samolot (BuNo 0627) zachowano celem przeprowadzenia testów nowego podwozia, drugą zaś (BuNo 0627) zmodyfikowano do projektu XBT-2 który stał się następnie podstawą konstrukcji podstawowego amerykańskiego bombowca nurkującego początkowego okresu wojny na Pacyfiku SBD-1 Dauntless.
Wersja produkcyjna BT-1 cechowała się dobrymi jak na te czasy osiągami, zbliżonymi – a być może wyższymi – od sprawności niemieckiego bombowca nurkującego Ju87A Stuka, przy czym maszyna amerykańska była samolotem lżejszym i mniejszym. Napędzany pojedynczym silnikiem P&W R-1535-94 o mocy 825 KM bombowiec nurkujący BT-1 zdolny był do osiągnięcia prędkości 357 km/h, zaś jego prędkość przelotowa wynosiła 309 km/h. Zasięg samolotu wynosił 1850 km, zaś maksymalna masa startowa 3267 kg. BT-1 został pierwszą całkowicie metalową konstrukcją lotniczą przyjętą do służby w marynarce amerykańskiej.

## Służba operacyjna
Z maszyn BT-1 utworzono jedynie dwie jednostki – VB-5 operującą z lotniskowca USS „Yorktown” (CV-5) oraz VB-6 w grupie lotniczej USS „Enterprise” (CV-6), obydwie bazujące na wschodnim wybrzeżu w ramach 2. Dywizjonu Lotniskowców (Carrier Division 2). Wyprodukowane w Kalifornii samoloty trafiały najpierw do bazy morskiej San Diego (Naval Station San Diego), skąd były transportowane drogą morską na wschodnie wybrzeże do Naval Station Norfolk w Wirginii. Obydwie jednostki zaczęły otrzymywać nowe samoloty wiosną 1938 roku.

### VB-5
VB-5 otrzymała pierwsze cztery nowe bombowce nurkujące (0591–0594) 11 kwietnia 1938 roku, i trzy miesiące później – 13 lipca – wraz z przybyciem maszyny oznaczonej jako BuNo 0630, jednostka została ukompletowana w składzie 21 maszyn. Dostarczenie samolotów do jednostek poprzedziło rozpoczęcie szkolenia i treningów, które w pierwszym roku prowadzono bez wypadków.

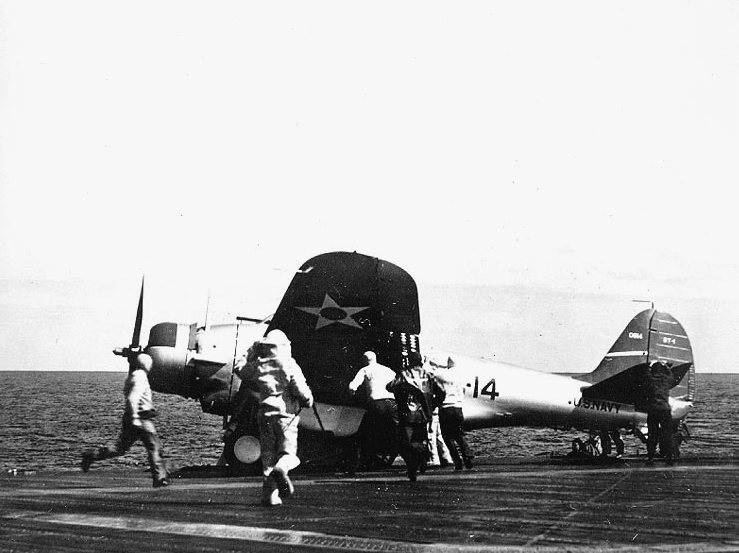
BuNo 0614 z VB-5 spadający z pokładu podczas wypadku przy lądowaniu na pokładzie USS „Yorktown” (CV-5) w roku 1940

7 stycznia 1939 roku jednak maszyna z numerem 0595 uległa wypadkowi na pokładzie USS „Yorktown” i spadła z pokładu. Obu członków załogi samolotu udało się uratować. Dwa tygodnie później BT-1 z oznaczeniem 0593 rozbił się podczas lądowania, a jedna z osób załogi została uznana za zaginioną. Wszystkie wypadki BT-1, łącznie z wypadkami w VB-6, wydarzyły się w trakcie lądowania, gdy skutkiem niskiej prędkości maszyna była trudna do opanowania nawet dla doświadczonych pilotów. Kolejnymi rozbitymi w ten sposób maszynami, były 0592, 0640 i 0598 – wszystkie z VB-5 – zaś bezpośrednią przyczyną wypadków w każdym przypadku było przeciągnięcie podczas podejścia do lądowania na pokładzie okrętu. W trzech ostatnich wypadkach nie odnotowany ofiar śmiertelnych, jednak 14 listopada 1940 roku, tydzień po rozbiciu się 0598, VB-5 straciła kolejny samolot – 0597 wraz z całą załogą, podczas wykonywania akrobacji nad Hawajami. Samolot wykonywał wówczas pętlę na wysokości 5000 stóp, gdy BT-1 wpadł w niekontrolowany korkociąg, a pilotujący maszynę doświadczony pilot T.D. Cummings nie był w stanie wyrównać lotu samolotu, który spadł zabijając pilota oraz towarzyszącego mu strzelca L.B. Staniewskiego.

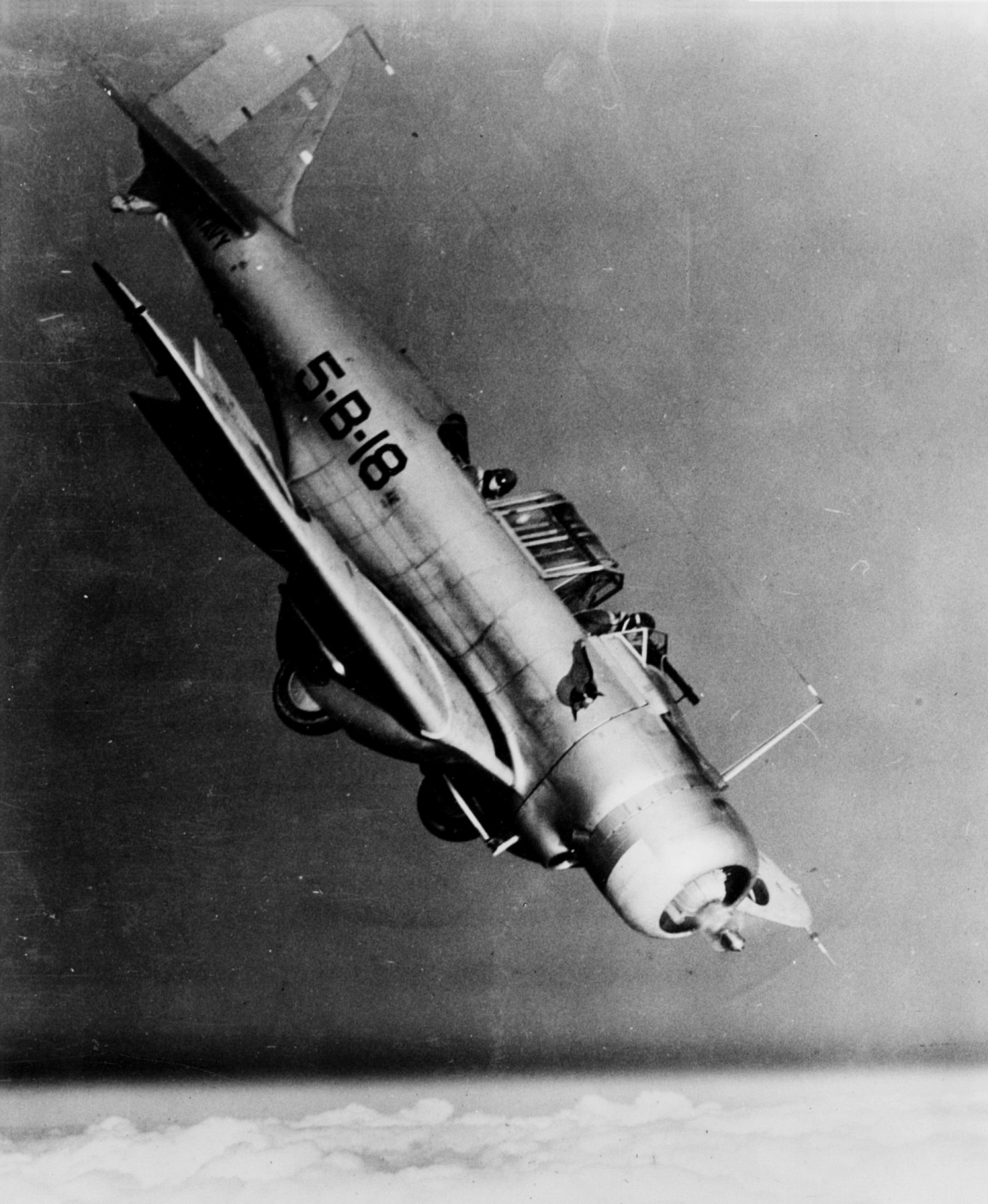
BT-1 z VT-5 w locie nurkowym

Wprawdzie konstrukcja była szczególnie niebezpieczna w pobliżu jej prędkości przeciągnięcia i bardzo trudna do wyrównania w przypadku przeciągnięcia lub korkociągu, z czasem jednak załogi samolotów stały się bardziej świadome ich wad, które nie zostały wprawdzie wyeliminowane, jednak liczba wypadków spadła. 1 stycznia 1941 roku VB-5 wciąż wyposażony był w 18 BT-1, jednak samoloty te były już wówczas zastępowane przez SBD-2 Dauntless. Jednostka ta używała w sumie 37 samolotów tego typu, i była ostatnią wykorzystującą BT-1 jako bombowiec nurkujący. Latem 1941 roku VB-5 rozpoczęła otrzymywać najnowszy wariant SBD-2, a 9 sierpnia tego roku BT-1 o numerach 0607 i 0635, jako ostatnie maszyny tego typu odleciały do Miami. Cztery miesiące później japoński atak na Pearl Harbor wepchnął Stany Zjednoczone do II wojny światowej, jednak BT-1 nie wzięły już w niej udziału.

### VB-6
Pierwsze maszyny – 0597 i 0599 – dotarły na „Enterprise” 6 maja, ostatnia zaś – 0637 – została dostarczona 15 listopada 1938 roku. Ostatnie 12 maszyn z zamówienia na 54 samoloty, zostało jednak zmagazynowane jako zamienniki dla traconych egzemplarzy. Podobnie jak siostrzana jednostka także VB-6 nie ustrzegła się wypadków. Wprawdzie rok 1938 wolny był od wydarzeń tego rodzaju, jednak już 23 stycznia następnego roku pilot 0619 źle wykonał lądowanie i maszyna spadła z pokładu startowego lotniskowca. Bardzo doświadczony pilot z 2200 godzinami nalotu doświadczył tych samych wad samolotu, który nie wybaczał niedbałego podejścia. Do końca roku nie wydarzyły się żadne inne katastrofy, choć BT-1 wciąż cechował się dużą wypadkowością. 11 lutego 1941 roku jednakże 0594 został utracony w morzu podczas startu z USS „Enterprise”, a do końca tego miesiąca VB-6 utraciła dwie kolejne maszyny wraz załogami. 24 lutego samolot 0608 wystartował z San Diego do lotu zapoznawczego i zaginął bez śladu. Tej samej nocy 0626 rozbił się o ziemię podczas treningu taktycznego, zabijając obu członków swojej załogi.
Katastrofy te zakończyły służbę BT-1 w VB-6, który krótko po tym zaczął otrzymywać na wyposażenie bombowce nurkujące SBD Dauntless. Ostatni BT1 opuścił jednostkę 20 kwietnia 1941 roku. Ogółem, VB-6 używała 39 z 53 maszyn tego typu otrzymanych przez marynarkę.

### Służba pomocnicza
Niezależnie od katastrof i wypadków, do początku 1941 roku wycofanie bombowców BT-1 ze służby w jednostkach liniowych było już zaplanowane. Douglas rozwinął konstrukcję BT-1 tworząc SBD-2, i do tego czasu Dauntless był już produkcji przemysłowej. Pierwszą jednostką która otrzymała nowe samoloty była VB-6. Jako ostatni jednostkę opuściła maszyna oznaczona numerem 0621, która została odesłana do San Diego 14 kwietnia 141 roku. VB-5 natomiast, musiała czekać na nowe samoloty do lata tego roku. W międzyczasie maszyny 0602 i 0605 używane były przez krótki czas przez eskadrę VB-3 z lotniskowca USS „Saratoga” (CV-3), podczas jej przezbrajania w Dauntless SBD-3.
Niektóre samoloty BT-1 zostały jednak skierowane do służby drugoliniowej, gdzie przeznaczone były do szkolenia zaawansowanego. W kwietniu 1941 roku pierwszy BT-1 został wysłany do Naval Station Miami, gdzie z uwagi na swe podobieństwo do maszyn SBD, służyć miały do treningu załóg Dauntlessów. Maszyny Northropa przybywały regularnie do Miami przez cały rok 1941, ostatni zaś z nich przyleciał tam zaledwie dwa dni przed atakiem na Pearl Harbor. W latach 1941–1943 sześć maszyn służyło też w jednostkach dyspozycyjnych marynarki – VJ-3, VJ-5 i VJ-8. Słabe właściwości lotne tych samolotów, zwłaszcza przy niewielkich prędkościach, okazały się jednak katastrofalne dla niedoświadczonych pilotów. Przeciągnięcia i korkociągi, stały się w Miami ponownie przyczyną katastrof. Niebezpieczne dla pilotów liniowych samoloty były tym bardziej niebezpieczne dla kadetów z nalotem mniejszym niż 200 godzin, i tylko japoński atak na Hawaje zapobiegł wcześniejszemu wycofaniu tych samolotów ze służby. Rozpoczęcie wojny jednak spowodowało, że cenna była każda maszyna, toteż BT-1 służyły jako samoloty szkolne aż do 1943 roku.
W ciągu ogółem czterech lat służby BT-1 rozbiciu uległa połowa samolotów tego typu, jednak ich następca – będący niemal ich kopią SBD Dauntless – okazał się dobrym samolotem podczas decydujących bitew powietrzno-morskich lat 1942 i 1943 na Pacyfiku. W trakcie służby BT-1 dwie maszyny używane były w VB-3, 37 w VB-5, 39 w VB-6, trzy w VJ-3, dwie w VJ-5, jedna w VJ-8. W okresie służby szkoleniowej, większość maszyn służyła w ramach Dowództwa Szkolenia Operacyjnego Marynarki (Naval Air Operational Training Command – NAOTC). Od wprowadzenia tych samolotów do marynarki wojennej Stanów Zjednoczonych, zginęło jednak 14 osób.